# Csiucsüan Űrközpont
A Csiucsüan (Jiuquan) Űrközpont Kína legrégebbi és legfontosabb űrközpontja, melyet 1958-ban alapítottak a Góbi-sivatagban, 200 kilométerre északkeletre a névadó Csiucsüan (Jiuquan) városától. Fontos megjegyezni, hogy a város Kanszu (Gansu) tartomány része, viszont a létesítmény a távolság miatt már a Belső-Mongólia Autonóm Terület nevű autonóm tartomány területén helyezkedik el. Az űrközpont 2800 km²-en terül el, 20 000 embernek biztosítva állást és lakhatást. Itt található a technikai központ, az indítókomplexum, az indítást felügyelő központ és a missziókat felügyelő központ is. Az egész létesítmény Tungfeng (Dongfeng) űrváros részét képezi, ahol az űrközpont mellett katonai repülőtér, űrmúzeum és hősi temető is helyet kapott. Hosszú Menetelés és Feng Bao 1 hordozórakéták indítását végzik innen, valamint a közepes és hosszú hatótávú ballisztikus rakéták tesztelése is itt zajlik.

## Indítóhelyek
- Kettes indítókomplexum: CZ–1, CZ–2A, CZ–2C, CZ–2D, DF–3, DF–5, FB–1 rakéták részére.
- Hármas indítókomlexum: DF–1, DF–2, R–2 rakéták részére.
- 2S indítókoplexum: CZ–2D hordozórakéta részére.
- Déli indítókomplexum: CZ–2F hordozórakéta indítóhelye.

## Nevezetes indítások
- 1970. április 24-én sikeresen elindították Kína első műholdját a Tung Fang Hung 1-et.
- 1975. november 26-án fellőtték az FSW-0 1 nevű mesterséges holdat, ami az első sikeresen űrből visszatért kínai űreszköz.
- 2003. október 15-én elindult a Sencsou–5 (Shenzhou–5) fedélzetén Kína első űrhajósa, ezzel a 3. űrutazásra képes állammá vált a világon.
- 2007. október 24-én útnak indult a Csang-o–1 (Chang'e–1), Kína első holdszondája.[1]
- 2008. szeptember 25-én 3 űrhajóssal a Sencsou–7 (Shenzhou–7) fedélzetén végrehajtották az első kínai űrsétát.
- 2010. október 1-én útnak indult a Csang-o–2 (Chang'e–2), Kína második holdszondája.[2]

## Lásd még
- Csien Hszüe-szen (Qian Xuesen)